# Olympische Sommerspiele 2024/Moderner Fünfkampf
Bei den Olympischen Spielen 2024 in Paris wurden vom 8. bis zum 11. August insgesamt zwei Wettkämpfe im Modernen Fünfkampf ausgetragen. Pro Geschlecht wurde ein Wettkampf ausgetragen. Als Wettkampfstätte diente die Palastanlage Schloss Versailles. Die Wettbewerbe im Degenfechten fanden in Villepinte in der Arena Paris Nord statt.

## Bilanz

### Medaillenspiegel
| Platz  | Land       | Gold | Silber | Bronze | Gesamt |
| ------ | ---------- | ---- | ------ | ------ | ------ |
| 1      | Ägypten    | 1    | –      | –      | 1      |
| 1      | Ungarn     | 1    | –      | –      | 1      |
| 3      | Frankreich | –    | 1      | –      | 1      |
| 3      | Japan      | –    | 1      | –      | 1      |
| 5      | Italien    | –    | –      | 1      | 1      |
| 5      | Südkorea   | –    | –      | 1      | 1      |
| Gesamt | Gesamt     | 2    | 2      | 2      | 6      |

### Medaillengewinner
| Disziplin | Gold                  | Silber               | Bronze                |
| --------- | --------------------- | -------------------- | --------------------- |
| Männer    | Ahmed El-Gendy (EGY)  | Taishu Satō (JPN)    | Giorgio Malan (ITA)   |
| Frauen    | Michelle Gulyás (HUN) | Élodie Clouvel (FRA) | Seong Seung-min (KOR) |

## Zeitplan
| PR | Platzierungsrunde Fechten | HF | Halbfinale |  | Medaillenentscheidung |

| Wettbewerbe    | August 2024 | August 2024 | August 2024 | August 2024 |
| Wettbewerbe    | 8.          | 9.          | 10.         | 11.         |
| -------------- | ----------- | ----------- | ----------- | ----------- |
| Männer         | PR          | HF          |             |             |
| Frauen         | PR          |             | HF          |             |
| Entscheidungen | 0           | 0           | 1           | 1           |

## Ergebnisse

### Männer
| Platz | Land | Athleten           | Punkte  |
| ----- | ---- | ------------------ | ------- |
| 1     | EGY  | Ahmed El-Gendy     | 1555 WR |
| 2     | JPN  | Taishu Satō        | 1542    |
| 3     | ITA  | Giorgio Malan      | 1536    |
| 4     | MEX  | Emiliano Hernández | 1532    |
| 5     | ITA  | Matteo Cicinelli   | 1527    |
| 6     | KOR  | Jun Woong-tae      | 1526    |
| 7     | KOR  | Seo Chang-wan      | 1520    |
| 8     | GER  | Marvin Dogue       | 1520    |

### Frauen
| Platz | Land | Athletinnen           | Punkte  |
| ----- | ---- | --------------------- | ------- |
| 1     | HUN  | Michelle Gulyás       | 1461 WR |
| 2     | FRA  | Élodie Clouvel        | 1452    |
| 3     | KOR  | Seong Seung-min       | 1441    |
| 4     | HUN  | Blanka Guzi           | 1433    |
| 5     | ITA  | Elena Micheli         | 1424    |
| 6     | TUR  | İlke Özyüksel         | 1420    |
| 7     | LTU  | Gintarė Venčkauskaitė | 1419    |
| 8     | KOR  | Kim Sun-woo           | 1410    |

## Qualifikation
Es qualifizierten sich Athleten aus folgenden Nationen:
| Nation             | Männer | Frauen | Gesamt |
| ------------------ | ------ | ------ | ------ |
| Ägypten            | 2      | 2      | 4      |
| Argentinien        | 1      |        | 1      |
| Australien         |        | 1      | 1      |
| Brasilien          |        | 1      | 1      |
| Bulgarien          | 1      |        | 1      |
| Chile              | 1      |        | 1      |
| China              | 2      | 1      | 3      |
| Deutschland        | 2      | 2      | 4      |
| Ecuador            | 1      | 1      | 2      |
| Frankreich         | 2      | 2      | 4      |
| Großbritannien     | 2      | 2      | 4      |
| Guatemala          | 1      | 1      | 2      |
| Italien            | 2      | 2      | 4      |
| Japan              | 1      | 1      | 2      |
| Kasachstan         | 1      | 1      | 2      |
| Kuba               | 1      |        | 1      |
| Lettland           | 1      |        | 1      |
| Litauen            |        | 2      | 2      |
| Mexiko             | 2      | 2      | 4      |
| Polen              | 2      | 2      | 4      |
| Schweden           |        | 1      | 1      |
| Schweiz            | 1      | 1      | 2      |
| Spanien            |        | 1      | 1      |
| Südkorea           | 2      | 2      | 4      |
| Thailand           | 1      |        | 1      |
| Tschechien         | 2      | 2      | 4      |
| Türkei             | 1      | 1      | 2      |
| Ukraine            | 2      | 1      | 3      |
| Ungarn             | 2      | 2      | 4      |
| Usbekistan         |        | 1      | 1      |
| Vereinigte Staaten |        | 1      | 1      |
| Gesamt: 31 NOKs    | 36     | 36     | 72     |